# Барска конфедерация
Конфедерацията от Бар (на полски: Konfederacja barska) е сдружение на реформаторски настроени полски шляхтичи, образувано в крепостта Бар в Подолието през 1768 г.
Обединението цели защита на вътрешната и външната независимост на Жечпосполита срещу Руската империя и срещу подкрепяния от руснаците крал Станислав II Август; освен това полските реформатори се стремят да ограничат властта на полско-литовските магнати. Сред основателите на Барската конфедерация са магнатите Адам Красински, епископ на Каменец, Карол Станислав Радзивил, Кажимеж Пуласки, Мориц Беньовски и Михал Красински. В крайна сметка, създаването ѝ е довежда до гражданска война (войната на Барската конфедерация), считана за първото полско въстание, и допринася за Първата делба на Жечпосполита

## Предистория

### Международна ситуация
Около средата на 18 век на баланса на силите в Европа се променя с руските победи срещу османците в Руско-турската война (1768 – 1774). Това укрепва Русия и застрашава Хабсбургските интереси в този регион (особено в Молдавия и Влахия). Това повишава международното напрежение и вероятността Хабсбургска Австрия да започне война срещу Русия.
Франция е настроена приятелски и към Русия, и към Австрия. Поради това са предложени серия от териториални корекции, в която Австрия ще бъде компенсирана с части от пруска Силезия, а Прусия от своя страна ще получи полска Вармия и части от полското феодално владение Курландия и Семигалия, които вече са повече или по-малко под балтийско-германски контрол. Фридрих Пруски обаче няма намерение да се откаже от придобитата с кръв Силезия. Едновременно с това той се интересува от намиране на мирно решение, тъй като съюза му с Русия ще го въвлече в потенциална война с Австрия, а Седемгодишна война е опразнила хазната на Прусия и армията е отслабена. Допълнително, съветниците на Фридрих се тревожат от отслабването на Османската империя, която би могло да бъде използвана за да отвори втори фронт в случай на война с Русия или Австрия. Братът на Фридрих – принц Хайнрих прекарва зимата на 1770 – 71 като посланик на пруския двор в Санкт Петербург. Той договаря с Екатерина Велика и съветникът ѝ Иван Чернишьов Прусия да заеме някои полски земи (като Вармия) в отговор на австрийското анексиране на 13 града в унгарското графство Спиш през 1769, извършено в нарушение на четиривековния договор от Любовня. След като Хайнрих го информира за предложението, Фридрих предлага разделяне на полските земи между Австрия, Прусия и Русия, като с най-голям дял ще е Австрия. Така Фридрих се опитва да насърчи Русия да насочи своята експанзия към слабата и нефункционална Полша вместо срещу османците.
В продължение на няколко десетилетия след времето на Тихия Сейм Русия вижда слабата Полша като свой протекторат. Полските земи са опустошени от селски и казашки въстание в Украйна. Освен това на марионетния полски крал Станислав II Август е твърде слаб и зависим; в крайна сметка руския двор решава, че ползата от Полша като протекторат е намаляла. Трите сили официално оправдават взаимните си действия като компенсация и възстановяване на реда в Полша. Всъщност и трите са проявили интерес към териториални печалби, но Барската конфедерация им предоставя удобен повод да ги реализират.
След като Русия окупира дунавските княжества пруските владетели убеждават и ерцхерцогиня Мария Терезия Австрийска, че съотношението на силите ще бъде стабилизирано с тристранно разделение на Жечпосполита. Под натиска на Прусия, която от дълго време иска да анексира северната провинция Полска Борусия, трите сили се съгласяват на Първата подялба на Полша. Това създава възможност и за австрийски-османски алианс, което поражда само символични възражения от Австрия, предпочитаща да получи османските територии на Балканите, регион, който от дълго време е била желан от Хабсбургите. Руснаците се съгласяват да се оттеглят далеч от границата с Австрия в Молдавия. Франция е изолирана от дипломатическите преговори.

### Полско-литовска общност
В края на 17-и и началото на 18 век Жечпосполита е редуцирана от положението на голяма европейска сила до това на руски протекторат и сателитен васал. Руският цар избира полско-литовските монарси и взема решения по отношение на голяма част от вътрешната политика на Полша. Така е в Сейма на Репнин (1767 – 1768), по името на руския посланик Николай Репнин, който е неофициално начело на законодателната дейност. В унисон с руските интереси действат колаборационисти в някои шляхтичките партии, обединени в Слуцката, Торунската и Радомската конфедерации.
Руските власти диктуват решенията на полския Сейм. Това гневи консервативната аристокрация, понеже външната намеса и неефективността на председателстващия правителството на Станислав II Август се материализира в разпоредби, оправомощаващи некатолици (Дисидентски въпрос в Украйна) и застрашаващи Златните свободи на полската шляхта. Руската имперска политика се позовава на извоюваното право на Царя – Защитник на Православието. А в Жечпосполита отдавна има много религиозни дисиденти – украинци, евреи, а на север и протестанти, които са изолирани от политическия живот и нерядко социално репресирани от шляхтата. В тяхна защита се изправят Русия и Прусия.
В условията на тази политическа ситуация, а и особено след като руските войски арестуват и изпращат в изгнание няколко свои явни опоненти (сред които епископите на Киев Йозеф Андрей Залуски и на Краков Кайетан Солтик, както и коронния хетман Вацлав Ржевски и сина му Северин), полските магнати Адам Красински, Кажимеж Пуласки и Михал Красински се съюзяват в Юридическо-военна асоциация. Те се противопоставят на правителството в съответствие с полските конституционни традиции. Членовете на конфедерацията са подписани на 29 февруари 1768 в крепостта Бар, като към горепосочените инициатори и изгнаници се присъединяват Михаил Пац, Йежи Мнижех, Йоаким Потоцки, Теодор Весел, Марек Яндлович и Михал Вилхорски.

## Гражданска война и външна намеса
Барци, насърчавани и подпомагани от Франция, обявяват война на Русия. Техните сили се състоят от нередовна доброволческа войска, магнатски милиции и дезертьори от армията на крал Станислав. Те скоро се сблъскват с руските и лоялни на полската корона войски. Конфедеративните сили се укрепяват в Шерадзки и Вилненски окръг и, напълно игнорирайки краля, изпращат пратеници до основните европейски сили. Станислав Август е много склонен да посредничи между Конфедерацията и Русия, представена от руския пратеник във Варшава княз Николай Репнин, но когато това се оказва невъзможно, той изпраща военна сила срещу барци под командването на Великия хтман Франтишек Браницки. Те провеждат украинска кампания, която продължава от април до юни 1768 и завършава с превземането на Бар на 20 юни. Конфедерацията се оттегля в Молдавия като остават няколко проконфедеративни анклава в Малополско (разбит на 22 август от Краковския отряд) и в Беларус, унищожен с предаването на Несвиж на 26 октомври. Избухването на селското въстание на хайдамаците в Украйна (май 1768-юни 1769) срещу шляхтата задържа Конфедерацията от разпадане. Барци апелират за помощ от чужбина и се опитват да предизвикат война между Русия и Османската империя. Такава наистина избухва през септември 1768 и руски сили, необходими за османския фронт са изтеглени от Полша до 1769. През 1770 на Съветът на Барската конфедерация е прехвърлен от първоначалното си място в Силезия в Прешов, Хабсбургска Австрия, откъдето провежда дипломатически преговори с Франция, Австрия и Османската империя с оглед формиране на лига срещу Русия. Съветът едностранно обявява Станислав II за детрониран на 22 октомври 1770. Версай изпраща генерал Шарл Франсоа Дюмурие да действа в помощ на Конфедерацията и той наема професионални офицери-ветерани за война срещу Русия. Конфедерацията възобновява кампанията си в Литва, въпреки че след първите успехи там се стига до пораженията при Бялисток и Орехово. Истината е, че шляхтата няма подкрепа от селячеството, което винаги е потискала и отново опитва да прави това. Като се добави и религиозното дисидентство, което на някои места дори е въоръжено от руснаците срещу Конференцията, то става ясно защо шансовете на барци бързо се топят. Следват и поражения във Великополша, които принуждават барци да заемат пасивна защитна позиция.
В същото време, като се възползват от объркването в Полша, Австрия и Прусия заемат гранични територии от Общността. На 19 февруари 1772 във Виена е подписано съглашение между тях за подялбата. Преди това, на 6 февруари 1772 Прусия и Русия сключват споразумение в Санкт Петербург. В началото на август руски, пруски и австрийски войски едновременно навлизат в Жечпосполита и окупират провинции според договореностите помежду им. На 5 август трите страни подписват договор, узаконяващ съответните им териториални печалби за сметка на полско-литовската държава.
В един последен опит да се спаси делото на Конфедерацията Кажимеж Пуласки) опитва да отвлече Станислав II Август на 3 ноември 1771. Хабсбургите използват този акт да оттеглят всякаква подкрепа за Конфедерацията и да я прогони от австрийските територии. Това дава на трите юрисдикции друг претекст да изтъкнат „полската анархия“ и необходимостта пред съседите да се намесят и да спасят на страната и нейните граждани. Въпреки това армията на барци, напълно реорганизирана от Дюмурие, продължава борбата. За тяхно нещастие 1771 г. донася още поражения – замъкът Вавел в Краков пада на 28 април, последван от тежка полева загуба от Суворов при Ланцкорона в Бескидите на 21 май. В последната битка на тази война е обсаден сакралният за шляхтата Ясногурския манастир в Ченстохова, паднал на 13 август 1772.
Като цяло, между 1768 и 1772 г. около 100 хиляди барци са водили около 500 сражения. В края на краищата, Барската конфедерация е победена, а нейните членове или емигрират в чужбина или са депортирани в Сибир заедно с техните семейства, като руснаците организират три концентрационни лагера в Жечпосполита за полските пленници, на които предстои експулсиране на изток.

## Оценки
До времето на Барската конфедерация полските реформатори, особено работещи с помощта на външнополитически сили, са разглеждани като непатриотични антагонисти. Но през 1770, докато руската армия марширува през теоретично независимата общност и чужди сили принуждават Сейма да се съгласи с Първата подялба на Полша, Конфедерацията придобива ролята на последната, останала вярна на своята родина, един образ, който в следващите два века води до създаването на полските легиони и други организации в изгнание.
Конфедерацията получава различни оценки от историците. Макар никой да не отрича патриотичния стремеж Общността да се отърве от външно влияние, някои критикуват барци за проявената регресивност по отношение на граждански права и религиозна толерантност, с което са допринесли за първата подялба Други аплодират съюза като първия сериозен общонационален опит да се възстанови полската независимост.
Войната на Барската конфедерация е считана за първото полско въстание и последното масово движение на шляхтата. Възпоменание за нея има в Гробницата на незнайния войн във Варшава с надпис „KONFEDERACJA Barska 29 II 1768 – 18 VII 1772“.

## Допълнителна информация
- Chisholm, Hugh, ed. (1911). „Bar, Confederation of“. Encyclopædia Britannica (11th ed.). Cambridge University Press.
- Aleksander Kraushar, Książę Repnin i Polska w pierwszem czteroleciu panowania Stanisława Augusta (1764 – 1768), (Prince Repin and Poland in the first four years of rule of Stanislaw August (1764 – 1768))
  - 2nd edition, corrected and expanded. vols. 1 – 2, Kraków 1898, G. Gebethner i Sp.
  - Revised edition, Warszawa: Gebethner i Wolff; Kraków: G. Gebethner i Spółka, 1900.
- F. A. Thesby de Belcour, The Confederates of Bar (in Polish) (Cracow, 1895)
- Charles Francois Dumouriez, на френски: Mémoires et correspondance (Paris, 1834).
- Radom i Bar 1767 – 1768: dziennik wojennych działań jenerał-majora Piotra Kreczetnikowa w Polsce w r. 1767 i 1768 korpusem dowodzącego i jego wojenno-polityczną korespondencyą z księciem Mikołajem Repninem Poznań 1874

|  | Тази страница частично или изцяло представлява превод на страницата Bar Confederation в Уикипедия на английски. Оригиналният текст, както и този превод, са защитени от Лиценза „Криейтив Комънс – Признание – Споделяне на споделеното“, а за съдържание, създадено преди юни 2009 година – от Лиценза за свободна документация на ГНУ. Прегледайте историята на редакциите на оригиналната страница, както и на преводната страница, за да видите списъка на съавторите. ВАЖНО: Този шаблон се отнася единствено до авторските права върху съдържанието на статията. Добавянето му не отменя изискването да се посочват конкретни източници на твърденията, които да бъдат благонадеждни. |